# 西马内斯德尔特哈尔
西马内斯德尔特哈尔，是西班牙卡斯蒂利亚-莱昂莱昂省的一个市镇。 总面积74平方公里，总人口951人（001年），人口密度13人/平方公里。